# Frederick M. Reed
Frederick M. Reed (* 28. Juli 1924 in Rutland, Vermont; † 6. März 2012 in Berlin, Vermont) war ein US-amerikanischer Jurist und Politiker, der von 1957 bis 1960 Vermont Attorney General war.

## Leben
Frederick M. Reed wurde in Rutland, Vermont als Sohn von Reginald H. und Lucy Pratt Reed geboren. Die Familie zog nach Manchester, dort besuchte er die öffentlichen Schulen. Nach seinem Schulabschluss im Jahr 1942 arbeitete er in Springfield in einer Werkzeugmaschinenanlage.
Im Februar 1943 trat Reed in die US Army ein. Nach seiner Ausbildung meldete er sich für eine Mission in Burma, wo seine Einheit Straßensperren errichtete, um den Rückzug der japanischen Truppen zu verlangsamen. Später wurde seine Einheit in die Republik China verlegt. Nach einigen Monaten in China, in denen Reed als stellvertretender Regimentsoffizier diente, kehrte er zurück in die USA und besuchte gegen Kriegsende eine Offiziersschule. Er wurde im Oktober 1945 aus der Armee entlassen.
Im Januar 1946 begann Reed ein Studium an der University of Vermont, lernte dort seine Frau Jacquelyn Laurel Hansen (1926–2009) kennen, die er im Jahr 1946 heiratete und bereits drei Jahre später konnte Reed die Albany Law School in New York City besuchen. Dort machte er im Juni 1950 seinen Abschluss.
Reed zog nach Montpelier und trat in eine private Anwaltskanzlei ein. Als Mitglied der Republikanischen Partei von Vermont wurde er zum Stellvertretenden Attorney General von Robert Stafford, dem amtierenden Vermont Attorney General, im Januar 1955 ernannt. Als im Jahr danach Stafford zum Vizegouverneur von Vermont kandidierte, kandidierte Reed erfolgreich um das Amt des Vermont Attorney General. Wiedergewählt wurde er im Jahr 1958 für zwei weitere Jahre.
Leiter der Rechtsabteilung der Rock of Ages Corp. in Barre wurde er im Jahr 1960 und er wurde zusätzlich im Jahr 1965 Vizepräsident für Vertrieb und Marketing. Die Firma verließ er im Jahr 1968, als er durch Gouverneur Deane C. Davis zum Sekretär für zivile und militärische Angelegenheiten ernannt wurde. In der zweiten Amtszeit von Davis übernahm er das Amt des Governor’s Counsel. Gleichzeitig betrieb er eine private Anwaltskanzlei, zuerst in Essex, später in Williston.
Für die Blodgett Oven Co. leitete er die Rechtsabteilung und war einer der Geschäftsführer, ebenso für eine weitere Firma, die Pitman Co., dies bis zu seiner Pensionierung im Jahr 1992. Danach kaufte er zusammen mit seiner Frau ein Haus auf der Insel Vinalhaven in Maine.
Frederick M. Reed hatte drei Töchter. Er starb am 6. März 2012 in Berlin, Vermont, im Central Vermont Medical Center. Sein Grab befindet sich auf dem Green Mountain Cemetery in Montpelier.